# Pauli-Preis

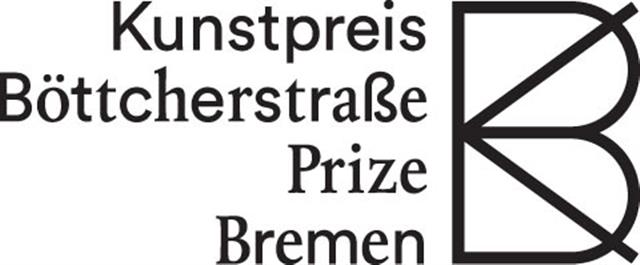

Der Pauli-Preis (vormals Bremer Kunstpreis und Kunstpreis der Böttcherstraße in Bremen) zählt zu den traditionsreichsten und zugleich bedeutendsten Auszeichnungen für Kunst der Gegenwart in Deutschland. Er wurde 1954 zum ersten Mal vergeben. Im Zweijahresrhythmus nominieren zehn Kuratoren unabhängig voneinander je einen Künstler oder eine Künstlerin aus dem deutschsprachigen Raum, deren Positionen im Rahmen einer Wettbewerbsausstellung in der Kunsthalle Bremen präsentiert werden. Auf Grundlage der Ausstellung ermittelt eine fünfköpfige internationale Jury während der Ausstellungslaufzeit den Preisträger.
Der mit 30.000 Euro dotierte Preis wird vom Stifterkreis des Kunstvereins in Bremen getragen. Der Stifterkreis ermöglicht zudem den Ankauf eines Werks des jeweiligen Preisträgers. So konnte die Sammlung der Kunsthalle Bremen unter anderem um Arbeiten von Eberhard Bosslet, Martin Honert, Ólafur Elíasson, Wolfgang Tillmans, Tino Sehgal, Ulla von Brandenburg und Thea Djordjadze erweitert werden. In der Vergangenheit waren unter den Preisträgern und den vorgeschlagenen Künstlern zahlreiche Namen, die in den folgenden Jahren in der internationalen Kunstszene große Aufmerksamkeit erhielten. Dazu gehören zum Beispiel Wolfgang Tillmans und Tomma Abts, die später mit dem Turnerpreis ausgezeichnet wurden, sowie Dirk Skreber, der den Preis der Nationalgalerie für junge Kunst erhielt.

## Bremer Kunstpreis,Kunstpreis der Böttcherstraße in BremenundPauli-Preis
Der Bremer Kunstpreis (1985–1991) beziehungsweise der Kunstpreis der Böttcherstraße in Bremen (1993–2022) wird seit 1985 vom Stifterkreis für den Kunstpreis der Böttcherstraße in Bremen getragen. Der Stifterkreis wurde 1985 als Träger des Kunstpreises von Mitgliedern des Kunstvereins in Bremen gegründet. Der Zusammenschluss bildet innerhalb des Kunstvereins einen eigenständigen, nicht-rechtsfähigen Verband.
Der Kreis bezweckt die Stiftung eines Kunstpreis der Böttcherstraße in Bremen, durch den alle zwei Jahre im deutschen Sprachraum lebende Künstler ausgezeichnet werden sollen: Künstler, die bisher in der Öffentlichkeit noch nicht die Würdigung erfahren haben, wie sie der Qualität ihrer Werke entspricht. Eine bestimmte künstlerische Richtung ist dabei nicht maßgebend.
Der Stifterkreis beruft eine zehnköpfige Vorschlagskommission, deren Mitglied auch der Stifterkreis ist. Jedes Mitglied dieser Kommission benennt jeweils einen Künstler für die alle zwei Jahre stattfindende Gruppenausstellung. Am Ende der Ausstellung bestimmen die Mitglieder der Jury (die nicht Mitglieder der Vorschlagskommission sein dürfen) den Preisträger. Der Bremer Kunstpreis beziehungsweise der Kunstpreis der Böttcherstraße in Bremen sind Nachfolger des zwischen 1954 und 1983 vergebenen Kunstpreises der Böttcherstraße.
Seit 2024 trägt der Preis den Namen Pauli-Preis, benannt nach Gustav Pauli, dem ersten Direktor der Bremer Kunsthalle.

### Ausstellungen und Preisträger
Vom Pauli-Preis, Kunstpreis der Böttcherstraße in Bremen von 1993 bis 2022 und Bremer Kunstpreis von 1985 bis 1991:
| Kunstpreis                              | Jahr | Laufzeit der Gruppenausstellung                                                                                | Nominierte Künstler (Nominatoren) | Jury | Preisträger           |
| --------------------------------------- | ---- | --- | --- | --- | --------------------- |
| Pauli-Preis                             | 2024 | 24. August – 13. Oktober                                                                                       | Katrin Brause (Anna Wesle) Benjamin Hirte (Severin Dünser) Christof John (Roland Mönig) Annika Kahrs (Stifterkreis des Pauli-Preises) Marcus Neufanger (Christoph Grunenberg) Cemile Sahin (Mirjam Varadinis) Gabriele Stötzer (Hilke Wagner) Jenna Sutela (Stefanie Böttcher) | Yilmaz Dziewior, Direktor des Museum Ludwig, Köln Johan Holten, Kunsthalle Mannheim Susanne Pfeffer, Museum für Moderne Kunst, Frankfurt am Main Christoph Ruckhäberle, Hochschule für Grafik und Buchkunst, Leipzig Dr. Andrea Schlieker, Tate Britain, London                         | Gabriele Stötzer      |
| Kunstpreis der Böttcherstraße in Bremen | 2022 | 27. August – 30. Oktober                                                                                       | Karimah Ashadu (Bettina Steinbrügge) Nadja Buttendorf (Hilke Wagner) Pınar Öğrenci (Natasha Ginwala) Leunora Salihu (Roland Mönig) Oskar Schmidt (Christoph Grunenberg) Marianna Simnett (Thomas D. Trummer) Wanda Stolle (Stifterkreis des Kunstpreises der Böttcherstraße) Noemi Weber (Yvette Mutumba) Anna Witt (Severin Dünser) | Yilmaz Dziewior, Direktor des Museum Ludwig, Köln Johan Holten, Kunsthalle Mannheim Susanne Pfeffer, Museum für Moderne Kunst, Frankfurt am Main Christoph Ruckhäberle, Hochschule für Grafik und Buchkunst, Leipzig Dr. Andrea Schlieker, Tate Britain, London                         | Karimah Ashadu        |
| Kunstpreis der Böttcherstraße in Bremen | 2020 | 29. August – 1. November                                                                                       | Bani Abidi, Berlin (Natasha Ginwala) Nevin Aladağ, Berlin (Johan Holten) Jesse Darling, Berlin/London (Dr. Andrea Schlieker) Toulu Hassani, Hannover (Stifterkreis des Kunstpreis der Böttcherstraße) Janine Jembere, Wien (Dr. Yvette Mutumba) Anne Duk Hee Jordan, Berlin (Dr. Bonaventure Soh Bejeng Ndikung) Ulrike Müller, New York (Prof. Dr. Christoph Grunenberg) Henrike Naumann, Berlin (Severin Dünser) Raphaela Vogel, Berlin (Thomas D. Trummer) Stefan Vogel, Leipzig (Prof. Dr. Bettina Steinbrügge) | Yilmaz Dziewior, Direktor des Museum Ludwig, Köln Stephanie Rosenthal, Direktorin des Gropius Bau, Berlin Christoph Ruckhäberle, Künstler, Leipzig Susanne Titz, Direktorin des Museum Abteiberg, Mönchengladbach                                                                       | Ulrike Müller         |
| Kunstpreis der Böttcherstraße in Bremen | 2018 | 28. Juli – 30. September                                                                                       | Heba Y. Amin, Berlin (Bettina Steinbrügge) Vajiko Chachkhiani, Berlin (Bernhart Schwenk) Alicia Frankovich, Berlin (Thomas D. Trummer) Uwe Henneken, Berlin (Christoph Grunenberg) Katharina Schilling, Leipzig (Stifterkreis) Lawrence Lek, London (Ellen Blumenstein) Michael Müller, Berlin (Johan Holten) Arne Schmitt, Köln (Eva Schmidt) Jeremy Shaw, Berlin (Hans-Ulrich Obrist,) Anne Speier, Wien (Susanne Pfeffer)                                                                                        | Sabine Breitwieser, seit 2013 Direktorin des Museum der Moderne in Salzburg Fabrice Hergott, Musée d’Art moderne de la Ville de Paris Thomas Kellein, Kurator und Kunstberater Adam Szymczyk, documenta 14 (2017) Susanne Titz seit 2004 Direktorin Museum Abteiberg in Mönchengladbach | Arne Schmitt          |
| Kunstpreis der Böttcherstraße in Bremen | 2016 | 23. April – 18. September                                                                                      | Julius von Bismarck (Ellen Blumenstein) FORT (Christoph Grunenberg) Franka Kaßner (Bernhart Schwenk) Oliver Laric (Susanne Pfeffer) Pauline M'barek (Stifterkreis für den Kunstpreis der Böttcherstraße in Bremen) Katja Novitskova (Bettina Steinbrügge) Emeka Ogboh (Johan Holten) Taiyo Onorato & Nico Krebs (Eva Schmidt) Nora Schultz (Mario Codognato) Peter Wächtler (Hans Ulrich Obrist) | Sabine Breitwieser, seit 2013 Direktorin des Museum der Moderne in Salzburg Ulrike Groos, Kunstmuseum Stuttgart Fabrice Hergott, Musée d’Art moderne de la Ville de Paris Thomas Kellein, Kurator und Kunstberater Adam Szymczyk, documenta 14 (2017)                                   | Emeka Ogboh           |
| Kunstpreis der Böttcherstraße in Bremen | 2014 | 19. Juli – 5. Oktober                                                                                          | Nina Beier (Bettina Steinbrügge) Dirk Bell (Bernhart Schwenk) Natalie Czech (Susanne Titz) Loretta Fahrenholz (Ellen Blumenstein) Max Frisinger (Stifterkreis) Sven Johne (Christoph Grunenberg) Susanne Kriemann (Eva Schmidt) Riccardo Paratore (Hans Ulrich Obrist) Pamela Rosenkranz (Susanne Pfeffer) Markus Schinwald (Mario Codognato) | Marion Ackermann, Kunstsammlung NRW Ulrike Groos, Kunstmuseum Stuttgart Fabrice Hergott, Musée d’Art moderne de la Ville de Paris Thomas Kellein, Kurator und Kunstberater Adam Szymczyk, documenta 14 (2017)                                                                           | Nina Beier            |
| Kunstpreis der Böttcherstraße in Bremen | 2012 | 16. September – 16. Dezember                                                                                   | Abel Auer (Christoph Grunenberg) Gerry Bibby (Hans Ulrich Obrist) Kerstin Brätsch (Beatrix Ruf) Marianna Christofides (Eva Schmidt) Dani Gal (Susanne Pfeffer) Karl Holmqvist (Bice Curiger) Daniel Knorr (Adam Szymczyk) Harald Thys & Jos de Gruyter (Nicolaus Schafhausen) Jorinde Voigt (Stifterkreis) Hannes Zebedin (Silvia Eiblmayr) | Stephan Berg, Kunstmuseum Bonn Ulrike Groos, Kunstmuseum Stuttgart Julian Heynen, Kunstsammlung NRW Thomas Kellein, ehem. Chinati Foundation Marfa, Texas Udo Kittelmann, Nationalgalerie Berlin                                                                                        | Daniel Knorr          |
| Kunstpreis der Böttcherstraße in Bremen | 2009 | 19. April – 26. Juli (wegen Umbauarbeiten in der Kunsthalle Bremen in der Weserburg, Museum für moderne Kunst) | Saâdane Afif (Nicolaus Schafhausen) Nairy Baghramian (Beatrix Ruf) Tjorg Douglas Beer (Stifterkreis) Katrina Daschner (Silvia Eiblmayr) Stephan Dillemuth (Chris Dercon) Thea Djordjadze (Adam Szymczyk) Annette Kelm (Susanne Pfeffer) Kitty Kraus (Hans Ulrich Obrist) Alicja Kwade (Eva Schmidt) Magdalena von Rudy (Wulf Herzogenrath) | Stephan Berg, Kunstmuseum Bonn Ulrike Groos, Kunsthalle Düsseldorf Julian Heynen, Kunstsammlung NRW Thomas Kellein, Kunsthalle Bielefeld | Thea Djordjadze       |
| Kunstpreis der Böttcherstraße in Bremen | 2007 | 15. April – 28. Mai                                                                                            | Lucie Beppler (Stifterkreis) Ulla von Brandenburg (Beatrix Ruf) Valentin Carron (Hans Ulrich Obrist) Astrid Nippoldt (Wulf Herzogenrath) Robin Rhode (Nicolaus Schafhausen) Daniel Roth (Stephan Berg) Natascha Sadr Haghighian (Klaus Biesenbach) Haegue Yang (Ulrike Groos) Jun Yang (Silvia Eiblmayr) Thomas Zipp (Kathrin Rhomberg) | Julian Heynen, Düsseldorf Thomas Kellein, Bielefeld Udo Kittelmann, Frankfurt/Main Annelie Pohlen, Bonn Renate Puvogel, Aachen | Ulla von Brandenburg  |
| Kunstpreis der Böttcherstraße in Bremen | 2005 | 27. Februar – 17. April                                                                                        | Ina Weber (Ulrike Groos) Frank Bauer (Stifterkreis) Julian Göthe (Beatrix Ruf) Michael Sailstorfer (Nicolaus Schafhausen) Laura Horelli (Silvia Eiblmayr) David Zink Yi (Klaus Biesenbach) Korpys/Löffler (Wulf Herzogenrath) Clemens von Wedemeyer (Hans Ulrich Obrist) Markus Schinwald (Kathrin Rhomberg) Corinne Wasmuht (Stephan Berg) | Julian Heynen, Düsseldorf Thomas Kellein, Bielefeld Udo Kittelmann, Frankfurt am Main Renate Puvogel, Aachen Stephan Schmidt-Wulffen, Hamburg | Clemens von Wedemeyer |
| Kunstpreis der Böttcherstraße in Bremen | 2003 | 2. März – 13. April                                                                                            | Tomma Abts (Ulrike Groos) Martin Eder (Stifterkreis) Urs Fischer (Beatrix Ruf) Peter Friedl (Nicolaus Schafhausen) Wiebke Grösch/Frank Metzger (Silvia Eiblmayr) Kreissl & Kerber (Klaus Biesenbach) Joachim Manz (Wulf Herzogenrath) Tino Sehgal (Hans Ulrich Obrist) Octavian Trauttmansdorff (Kathrin Rhomberg) Stefan Wissel (Stephan Berg) | Julian Heynen, Düsseldorf Thomas Kellein, Bielefeld Veit Loers, Mönchengladbach Renate Puvogel, Aachen Stephan Schmidt-Wulffen, Hamburg | Tino Sehgal           |
| Kunstpreis der Böttcherstraße in Bremen | 2001 | 6. Mai – 1. Juli                                                                                               | Heike Aumüller (Ulrike Groos) Annette Begerow (Melitta Kliege) Harald Braun (Martin Hentschel) Daniele Buetti (Toni Stoss) Christian Jankowski (Wulf Herzogenrath) Peter Kogler (Eckhard Schneider) Robert Lucander (Stifterkreis) Michaela Melián (Dirk Snauwaert) Wilhelm Mundt (Udo Kittelmann) Erik Steinbrecher (Klaus Biesenbach) | Ulrich Bischoff, Dresden Lucius Grisebach, Nürnberg Veit Loers, Mönchengladbach Stephan Schmidt-Wulffen, Hamburg Peter Weiermair, Salzburg | Heike Aumüller        |
| Kunstpreis der Böttcherstraße in Bremen | 1999 | 21. März – 2. Mai                                                                                              | Dieter Kiessling (Friedrich Meschede) Franticek Klossner (Toni Stoss) Bjørn Melhus (Wulf Herzogenrath) Regina Möller (Dirk Snauwaert) Olaf Nicolai (Eckehard Schneider) Marcel Odenbach (Udo Kittelmann) Daniel Richter (Renate Puvogel) Tilo Schulz (Ulrike Groos) Nicola Torke (Stifterkreis) Wolfgang Winter/Berthold Hörbelt (Martin Hentschel) | Ulrich Bischoff, Dresden Lucius Grisebach, Nürnberg Veit Loers, Mönchengladbach Annelie Pohlen, Bonn Peter Weiermair, Salzburg | Olaf Nicolai          |
| Kunstpreis der Böttcherstraße in Bremen | 1997 | 23. September – 30. Oktober (wegen Umbauarbeiten in der Kunsthalle Bremen im Bonner Kunstverein)               | Franz Ackermann (Stifterkreis) Thomas Demand (Eckehard Schneider) Ólafur Elíasson (Annelie Pohlen) Thomas Grünfeld (Udo Kittelmann) Ute Lindner (Wulf Herzogenrath) Anna Meyer (Toni Stooss) Hermann Pitz (Renate Puvogel) Horst Schuler (Martin Hentschel) Dirk Skreber (Julian Heynen) Peter Zimmermann (Friedrich Meschede) | Ulrich Bischof, Dresden Lucius Grisebach, Nürnberg Veit Loers, Mönchengladbach Stephan Schmidt-Wulffen, Hamburg Peter Weiermair, Frankfurt am Main | Ólafur Elíasson       |
| Kunstpreis der Böttcherstraße in Bremen | 1995 | 15. September – 19. November                                                                                   | Fareed Armaly (Annelie Pohlen) Boris Becker (Wulf Herzogenrath) Anke Doberauer (Friedrich Meschede) Andreas Exner (Annelie Pohlen) Herbert Hamak (Martin Hentschel) Stefan Höller (Julian Heynen) Karin Kneffel (Stifterkreis) Ugo Rondinone (Toni Stooss) Wolfgang Tillmans (Eckhard Schneider) Vadim Zakharov (Udo Kittelmann) | Ulrich Bischoff, Dresden Lucius Grisebach, Nürnberg Veit Loers, Mönchengladbach Stephan Schmidt-Wulffen, Hamburg Peter Weiermair, Frankfurt am Main | Wolfgang Tillmans     |
| Kunstpreis der Böttcherstraße in Bremen | 1993 | 5. September – 10. Oktober                                                                                     | Martin Honert (Julian Heynen) Thomas Huber (Thomas Kellein) Rolf Julius (Stifterkreis) Gerhard Merz (Eckhard Schneider) Karin Sander (Marianne Stockebrand) Eran Schaerf (Annelie Pohlen) Michael Schmidt (Ulrich Bischoff) Frances Scholz (Friedrich Meschede) Friedemann von Stockhausen (Siegfried Salzmann) | Jean-Christophe Ammann, Frankfurt am Main Zdenek Felix, Hamburg Lucius Grisebach, Nürnberg Veit Loers, Kassel Peter Weiermair, Frankfurt am Main | Martin Honert         |
| Bremer Kunstpreis                       | 1991 | 7. September – 20. Oktober                                                                                     | Bodo Buhl (Zdenek Felix) Ernst Caramelle (Peter Weiermair) Helmut Dirnaichner (Ulrich Bischoff) Thomas Florschuetz (Wulf Herzogenrath) Isa Genzken (Kasper König) Andreas Gursky (Julian Heynen) Edmund Kuppel (Andreas Vowinckel) Thomas Lehnerer (Stifterkreis) Michael Morgner (Michael Morgner) Pia Stadtbäumer (Annelie Pohlen) | Carl Haenlein, Hannover Jens Christian Jensen, Kiel Georg W. Költzsch, Essen Dieter Koepplin, Basel Dierk Stemmler, Mönchengladbach | Thomas Lehnerer       |
| Bremer Kunstpreis                       | 1989 | 29. Oktober – 26. November                                                                                     | Stephan Balkenhol (Stifterkreis) Klaus vom Bruch (Wulf Herzogenrath) Katharina Fritsch (Kasper König) Marin Kasimir (Zdenek Felix) Anne Loch (Annelie Pohlen) Klaus Merkel (Andreas Vowinckel) Michael van Ofen (Gerhard Storck) Hermann EsRichter (Siegfried Salzmann) Yuji Takeoka (Peter Weiermair) Gudrun Wassermann (Ulrich Bischoff) | Jens Christian Jensen, Kiel Katharina Schmidt, Bonn Dierk Stemmler, Mönchengladbach Carl Haenlein, Hannover Dieter Koepplin, Basel | Stephan Balkenhol     |
| Bremer Kunstpreis                       | 1987 | 13. September – 18. Oktober                                                                                    | Eberhard Bosslet (Siegfried Salzmann) ter Hell (Dieter Honisch) Anna Jacquemard (Margarethe Jochimsen) Wolfgang Laib (Harald Szeemann) Susanne Mahlmeister (Heiner Stachelhaus) Jürgen Messensee (Stifterkreis) Marianne Pohl (Wulf Herzogenrath) Bernhard Prinz (Gerhard Storck) Fritz Rahmann (Ulrich Bischoff) Erich Reiling (Andreas Vowinckel) | Klaus Gallwitz, Frankfurt am Main Carl Haenlein, Hannover Jens Christian Jensen, Kiel Dieter Koepplin, Basel Dierk Stemmler, Mönchengladbach | Eberhard Boßlet       |
| Bremer Kunstpreis                       | 1985 | 29. September – 3. November                                                                                    | Abraham David Christian (Gerhard Storck) Martin Disler (Stifterkreis) Albert Hien (Dieter Honisch) Astrid Klein (Wulf Herzogenrath) Peter Kuckei (Heiner Stachelhaus) Meuser (Harald Szeemann) Horst Münch (Andreas Vowinckel) Norbert Prangenberg (Siegfried Salzmann) Norbert Radermacher (Ulrich Bischoff) Monika von Wedel (Margarethe Jochimsen) | Klaus Gallwitz, Frankfurt am Main (abgesagt) Jürgen Harten, Düsseldorf (eingesprungen) Carl Haenlein, Hannover Dieter Koepplin, Basel Katharina Schmidt, Bonn Dierk Stemmler, Mönchengladbach                                                                                           | Martin Disler         |

## Gründungsgeschichte desKunstpreis der Böttcherstraße(1954–1983)
Der Kunstpreis der Böttcherstraße wurde mit Urkunde vom 6. Oktober 1954 durch die HAG AG in Bremen gestiftet. Der Preis war zunächst mit DM 5.000 dotiert und konnte 1972 auf DM 10.000 und 1977 auf DM 15.000 erhöht werden. Der Preis wurde jährlich an deutsche bildende Künstler verliehen.
Die Absicht war es, nicht ein schon bestehendes Gesamtwerk auszuzeichnen, sondern die Auszeichnung sollte der Förderung des künstlerischen Nachwuchses dienen. Die Vorschläge für die Kandidaten kamen zunächst aus dem Kreis der Jurymitglieder, die dann den Preisträger nominierten. Später wurde dieses Verfahren durch die Schaffung einer Vorschlagskommission derart geändert, dass sich nunmehr der Kreis der Kandidaten unabhängig von der Jury bildete. Hierdurch wurde eine weitgehende Neutralität bei der Kandidatenwahl erreicht.
Nach der Übernahme und Eingliederung der HAG AG in die internationale Firmengruppe General Foods (heute Mondelēz International) im Jahre 1979 wurden der Kunstpreis und seine Ausstellungskosten noch bis zum Jahre 1982 von der HAG AG finanziell getragen. Im Jahre 1981 trennte sich jedoch die HAG AG von der Böttcherstraße GmbH und die Böttcherstraße ging in Familienbesitz über. So wurde der Kunstpreis der Böttcherstraße letztmals 1983 vergeben.
Um den Preis weiterhin vergeben zu können, gründete sich innerhalb des Kunstvereins in Bremen ein Zusammenschluss von Mitgliedern, die als Stifterkreis die Finanzierung und Ausrichtung des Preises übernehmen. Mit dem neuen Träger wurde der Kunstpreis 1985 umbenannt in Bremer Kunstpreis und 1993 in Kunstpreis der Böttcherstraße in Bremen.

### PreisträgerKunstpreis der Böttcherstraße(1954–1983)
- 1983 Antonius Höckelmann, Köln
- 1982 Mechthild Nemeczek, Köln
- 1981 Alf Schuler, Köln
- 1980 Martin Rosz, Berlin, Walter Stöhrer, Berlin
- 1979 Rebecca Horn, Hamburg
- 1978 Dorothee von Windheim, Hamburg
- 1977 Wolfgang Nestler, Aachen
- 1976 László Lakner, Berlin
- 1975 Jürgen Brodwolf, Vogelbach, Günther Knipp, München
- 1974 Ursula Sax, Berlin, Max Kaminski, Berlin
- 1973 Hermann Waldenburg, Berlin
- 1972 Klaus Fußmann, Berlin
- 1971 Uli Pohl, Bremen
- 1970 Hansjerg Maier-Aichen, Leinfelden
- 1969 Dieter Krieg, Baden-Baden, Michael Schoenholtz
- 1968 Hans Baschang, Karlsruhe
- 1967 Gerlinde Beck, Großglattbach, Helga Föhl, Wiesbaden
- 1966 Jens Lausen, Hamburg
- 1965 Karl Goris, Hamburg
- 1964 Ekkehard Thieme, Flensburg
- 1963 Sigrid Kopfermann, Düsseldorf
- 1962 Ruth Robbel, Berlin
- 1961 Günter Ferdinand Ris, Oberpleis/Siebengebirge
- 1960 Erhart Mitzlaff, Fischerhude
- 1959 Rudolf Kügler, Berlin
- 1958 Horst Skodlerrak, Lübeck
- 1957 Fritz Koenig, Ganslberg/Landshut
- 1956 Ernst Weiers, Bernried/Starnberg
- 1955 Hans Meyboden, Freiburg im Breisgau

## Belege
1. ↑  Kunsthalle Bremen. Abgerufen am 26. August 2024.
2. ↑  Kunsthalle Bremen. Abgerufen am 26. August 2024.
3. ↑  Kunstpreis der Böttcherstraße in Bremen 2022 - Kunsthalle Bremen. Abgerufen am 5. Juli 2024.
4. ↑  Pressemitteilung „Kunstpreis der Böttcherstraße in Bremen 2020“, Kunsthalle Bremen vom 28. September 2020, abgerufen am 28. September 2020.
5. ↑  Pressemitteilung „Kunstpreis der Böttcherstraße in Bremen 2018“ (Seite nicht mehr abrufbar, festgestellt im März 2022. Suche in Webarchiven)  Info: Der Link wurde automatisch als defekt markiert. Bitte prüfe den Link gemäß Anleitung und entferne dann diesen Hinweis., Kunsthalle Bremen, abgerufen am 31. August 2018.
6. ↑  Kunstpreis der Böttcherstraße geht an Arne Schmitt, Weserkurier vom 30. August 2018, abgerufen am 31. August 2018.
7. ↑  „Es geht um die Archäologie der Ökonomie unserer Gegenwart“, Kulturnachrichten des Deutschlandfunk Kultur vom 31. August 2018, abgerufen am 31. August 2018.